# Handball-Asienmeisterschaft der Frauen 2017
Die 16. Handball-Asienmeisterschaft der Frauen wurde vom 13. bis 22. März 2017 im südkoreanischen Suwon ausgetragen. Ausrichter war die Asian Handball Federation (AHF). Südkorea gewann zum 13. Mal den Titel.

## Austragungsort
Alle Spiele der Asienmeisterschaft 2017 wurden im Suwon Gymnasium ausgetragen, einer Mehrzweckhalle im Suwon Sports Complex in Suwon mit einem Fassungsvermögen von 5.145 Zuschauern.

## Gruppenauslosung
Die Auslosung der beiden Vorrundengruppen wurde am 11. Januar 2017 im SK Olympic Handball Gymnasium in Seoul vorgenommen. Die Malediven zogen nach der Auslosung ihre Teilnahme zurück. Daraufhin wurde die ursprünglich in Gruppe B geloste Mannschaft von Vietnam nach Gruppe A verschoben, um das Turnier in zwei Vierergruppen durchführen zu können.
| Gruppe A            | Gruppe B   |
| ------------------- | ---------- |
| Südkorea            | Japan      |
| Volksrepublik China | Kasachstan |
| Iran                | Usbekistan |
| Malediven           | Hongkong   |
| Vietnam             | Vietnam    |

## Vorrunde
Nach Abschluss der Vorrunde ergaben sich folgende Tabellenstände in den beiden Gruppen A und B:

### Gruppe A
| Pl. | Land                | Sp. | S | U | N | Tore     | Diff. | Punkte |
| --- | ------------------- | --- | - | - | - | -------- | ----- | ------ |
| 1.  | Südkorea            | 3   | 3 | 0 | 0 | 0135:570 | +78   | 6      |
| 2.  | Volksrepublik China | 3   | 2 | 0 | 1 | 097:610  | +36   | 4      |
| 3.  | Vietnam             | 3   | 1 | 0 | 2 | 054:1190 | −65   | 2      |
| 4.  | Iran                | 3   | 0 | 0 | 3 | 061:1100 | −49   | 0      |

### Gruppe B
| Pl. | Land       | Sp. | S | U | N | Tore     | Diff. | Punkte |
| --- | ---------- | --- | - | - | - | -------- | ----- | ------ |
| 1.  | Japan      | 3   | 3 | 0 | 0 | 0104:370 | +67   | 6      |
| 2.  | Kasachstan | 3   | 2 | 0 | 1 | 084:630  | +21   | 4      |
| 3.  | Usbekistan | 3   | 1 | 0 | 2 | 067:930  | −26   | 2      |
| 4.  | Hongkong   | 3   | 0 | 0 | 3 | 039:1010 | −62   | 0      |

## Platzierungsspiele
| Datum                             | Zeit      | Begegnung  | Begegnung | Begegnung  | Ergebnis      |
| --------------------------------- | --------- | ---------- | --------- | ---------- | ------------- |
| Halbfinale der Platzierungsrunde: |           |            |           |            |               |
| 20. März 2017                     | 12:00 Uhr | Vietnam    | –         | Hongkong   | 30:24 (14:10) |
| 20. März 2017                     | 14:15 Uhr | Usbekistan | –         | Iran       | 29:28 (14:11) |
| Spiel um Platz 7:                 |           |            |           |            |               |
| 21. März 2017                     | 14:15 Uhr | Hongkong   | –         | Iran       | 18:31 (7:14)  |
| Spiel um Platz 5:                 |           |            |           |            |               |
| 21. März 2017                     | 16:30 Uhr | Vietnam    | –         | Usbekistan | 29:41 (13:17) |

## Finalrunde

### Halbfinale
| Datum         | Zeit      | Begegnung | Begegnung | Begegnung           | Ergebnis      |
| ------------- | --------- | --------- | --------- | ------------------- | ------------- |
| 20. März 2017 | 16:30 Uhr | Südkorea  | –         | Kasachstan          | 41:20 (20:10) |
| 20. März 2017 | 18:45 Uhr | Japan     | –         | Volksrepublik China | 27:26 (12:12) |

### Spiel um Platz 3
| Datum         | Zeit      | Begegnung  | Begegnung | Begegnung           | Ergebnis      |
| ------------- | --------- | ---------- | --------- | ------------------- | ------------- |
| 22. März 2017 | 14:15 Uhr | Kasachstan | –         | Volksrepublik China | 26:34 (12:16) |

### Finale
| Datum         | Zeit      | Begegnung | Begegnung | Begegnung | Ergebnis      |
| ------------- | --------- | --------- | --------- | --------- | ------------- |
| 22. März 2017 | 16:30 Uhr | Südkorea  | –         | Japan     | 30:20 (11:15) |

## Abschlussplatzierungen
1. Südkorea
2. Japan
3. Volksrepublik China
4. Kasachstan
5. Usbekistan
6. Vietnam
7. Iran
8. Hongkong

Die drei erstplatzierten Mannschaften Südkorea, Japan und die Volksrepublik China qualifizierten sich damit auch für die Weltmeisterschaft 2017 in Deutschland.